# 2015年1月逝世人物列表
2015年逝世人物列表：1月 - 2月 - 3月 - 4月 - 5月 - 6月 - 7月 - 8月 - 9月 - 10月 - 11月 - 12月
2015年1月逝世人物列表，是用于汇总2015年1月期间逝世人物的列表。

## 依日期排序

### 31日
- 里夏德·馮·魏茨澤克，94歲，德國政治人物，於1984年至1994年任德國聯邦總統。[1][2]
- 後藤健二（日語：後藤 健二），47歲，日本記者，2014年10月遭伊斯蘭國綁架後殺害（公佈日期）。[3]
- 曾美，101岁，中華人民共和國开国将军、河北省军区原政治委员。病逝。[4]
- 瓦斯科·本迪尼（英语：Vasco Bendini），93岁，意大利无形式艺术派画家[5]。
- 罗伯特·布利斯（英语：Robert Blees），96岁，美国电影编剧和出品人（《神枪女侠（英语：Cattle Queen of Montana）》）[6]
- 托马斯·布拉特（英语：Tomás Bulat），50岁，阿根廷经济学家和记者，死于交通事故[7]
- 厄尔·克里斯坦森（英语：Earl Christensen），95岁，美国政治人物，怀俄明州参议院（英语：Wyoming Senate）议员（1959–1984）[8]
- 维克·豪（英语：Vic Howe），85岁，加拿大冰球运动员[9]
- 威廉·克林格尔（英语：William Klinger），42岁，克罗地亚历史学家，遭枪击身亡[10]
- 乌多·拉特克，80岁，德国足球教练，曾执教于拜仁慕尼黑[11]
- 阿达尔贝托·阿图罗·罗萨（英语：Adalberto Arturo Rosat），81岁，玻利维亚罗马天主教高级教士[12]
- 迈克尔·萨瓦德（英语：Michael Saward (priest)）（Michael Saward），82岁，英国国教牧师和赞美诗作者[13]
- 丽莎贝斯·斯科特（英语：Lizabeth Scott），92岁，美国演员和歌手[14]

### 30日
- 哲柳·哲列夫，79歲，保加利亞政治家，於1990年至1997年擔任保加利亞總統。[15]
- 卡尔·杰拉西（Carl Djerassi），91歲，保加利亞與奥地利裔美国化学家、小说家、編劇。因為發明了避孕藥而被稱為「避孕藥之父」。病逝。[16]
- 杰拉尔丁·麦克伊万（Geraldine McEwan），原名Geraldine McKeown，82岁，英国女演员，曾出演英剧《马普尔小姐探案》系列。病逝。[17]
- 陳伯華，96岁，中國汉剧大师。病逝。[18]

### 29日
- 柯林·馬嘉露（英語：Colleen McCullough），77歲，澳大利亚作家[19]。
- 園田天光光（日语：園田天光光），96歲，前日本眾議院議員，巳故前日本外相園田直之妻子。病逝。[20]
- 大岡雅子（日語：大岡 雅子），50歲，日本女演員，因演出《七夜怪談》系列中山村貞子之母角色而最為人熟知。死於肺動脈瘤。[21]

### 28日
- 伊夫·肖萬（Yves Chauvin），84歲，法國化學家，2005年諾貝爾化學獎得主[22]。

### 27日
- 查爾斯·湯斯（英語：Charles Townes），99歲，美國物理學家，1964年諾貝爾物理學獎得主[23][24]。
- 何家駒，63歲，香港演員，死於器官衰竭。[25]
- 王文其，96歲，台灣醫師、長崎原爆倖存者。[26]
- 白正国，99岁，中国数学家，浙江大学教授。[27]

### 26日
- 黃善順（韓語：황선순），89岁，韓國慰安婦，病逝。[28]
- 梁音，90岁，中國國家一級演員，病逝。[29]
- 魯曉燕，59岁，中国人民解放军空军总医院核磁共振科原主任医师。死於小脑萎缩。[30]
- 奧平康弘，84歲，日本憲法學家，曾任東京大學社會科學研究所所長。[31]
- 雷志栋，77岁，中国农田水利和水资源专家、水利工程教育家，中国工程院院士，清华大学水利水电工程系原系主任。[32]

### 24日
- 奥托·卡利乌斯（德語：Otto Carius），92岁， 德國軍人，二次大战德国坦克指挥官，橡叶骑士铁十字勋章获得者。[33]
- 湯川遙菜（日語：湯川 遥菜），41歲，日本軍事商人，遭伊斯蘭國綁架後殺害（公佈日期）。[34]

### 23日
- 阿卜杜拉·本·阿卜杜勒-阿齊茲·沙特，90岁，沙特阿拉伯第六任国王兼首相[35]
- 厄尼·班克斯（Ernie Banks），83歲，前美國職棒大聯盟球員
- 召存信，87歲，中国云南省西双版纳傣族自治州首任州长（1953 - 1992）[36]。
- 林为干，95岁，中国微波理论专家，中国科学院院士。[37]

### 22日
- 溫德爾·福特（Wendell Hampton Ford），90歲，美國政治人物，肯塔基州第53任州長，死於肺癌[38]。
- 周晓平，82岁，中国气象学家，著名语言学家周有光之子。[39]

### 21日
- 陳舜臣，90歲，日本籍台裔小說家，死於身體衰竭。[40]
- 刘筠，85岁，中国鱼类繁殖和育种专家，中国工程院院士。[41]

### 20日
- 汪傳浦，86歲，台灣軍火仲介商人，病逝於英國倫敦。[42]
- 台灣桃園市新屋區中興北路亞洲保齡球館火災殉職消防員。[43]
  - 陳鳳翔，26歲，桃園市消防局永安分隊隊員
  - 陳彥茗，22歲，桃園市消防局永安分隊隊員
  - 蔡長融，21歲，桃園市消防局永安分隊隊員
  - 張桂彰，22歲，桃園市消防局觀音分隊隊員
  - 曾重仁，27歲，桃園市消防局新屋分隊隊員
  - 謝君杰，29歲，桃園市消防局草漯分隊隊員
- 齊藤仁，54歲，日本柔道家，曾任2004年雅典奧運和2008年北京奧運日本男子柔道隊教練，死於肝內膽管癌。[31]

### 19日
- 格雷格·普瑞特（Greg Plitt），37歲，美國男性健身模特兒。在南加州柏本克車站附近的鐵軌上拍攝時被火車撞死。[44]

### 18日
- 陳大豐，51歲，日本名大豐泰昭（日語：大豊 泰昭），旅居日本前台灣職業棒球運動員。死於血癌[45]。
- 賴碧霞，82歲，台灣客家山歌研究、保存及推廣者，有「客家歌后」之稱。[46]
- 菲利浦·瓦卡松（法語：Philippe Vocanson），110歲，法國人瑞。[47]

### 17日
- 江凌青，31歲，臺灣電影研究者暨藝術評論者、小說家、藝術家，在臺灣文壇與藝壇有一定知名度[48]。大腦血管阻塞而於睡夢中逝世。
- Origa（俄語：Ольга Витальевна Яковлева），44歲，於日本活動的俄羅斯歌手、《攻殼機動隊》歌曲作詞，死於肺癌。[49]
- 平井和正（日语：平井和正），76歲，日本科幻小說家。[50]

### 16日
- 姚贝娜，33岁，中国大陆歌手，死於乳腺癌。[51]

### 15日
- 白纪年，88岁，中國政治人物，第七、第八届全国政协常务委员会委员，中共陕西省委原书记。[52]
- 大塚周夫，85歲，日本男性配音員，日本男性配音員大塚明夫的生父。死於缺血性心臟衰竭。[53][54]
- 戴文達，93歲，香港聖公會鄧肇堅中學校長戴德正生父，睡夢中病逝。[55]
- 埃塞爾·朗（Ethel Lang），114歲，英國女性人瑞[56][57][57]。
- 莊招治，92岁，台湾裁缝师，以作妈祖鞋闻名。[58]
- 叶焕庭，83岁，中国学者，清华大学经济管理学院教授。[59]

### 14日
- 张万年，87岁，中国共产党第十五届中央政治局委员、书记处书记，中央军委原副主席。[60][61]
- 吴佑寿，90岁，中国电子工程专家和教育家，中国工程院院士。[62]
- 達倫·薛拉維（Darren Shahlavi），42歲，伊朗裔英國動作演員，曾演出香港電影《葉問2》[63]。在洛杉磯家中逝世。

### 13日
- 施寄青，68歲，台灣女性作家、女權運動人士，死於心肌梗塞。[64]
- 段彩華，81歲，台灣作家，心肌梗塞。[65]
- 杰格缇亚瑞娃（英語：Violetta Degtiareva），23岁，俄罗斯网球运动员，被誉为安娜·庫妮可娃的接班人，死於心臟衰竭。[66]

### 12日
- 林小霞，64歲，台日混血藝人川島茉樹代（Makiyo）的母親，死於癌症。[67]
- 達瑞爾·溫菲爾德（DarrellWinfield），85歲，美國模特兒，憑美國著名煙草品牌「萬寶路」（Marlboro）廣告的牛仔形象成名。死於肺病。[68]

### 11日
- 安妮塔·艾格寶（瑞典語：Anita Ekberg），83歲，瑞典模特兒、演員與性感象徵，於義大利羅卡迪帕帕辭世[69]。
- 李钟玄，97岁，中國人民解放軍北京卫戍区原司令员。病逝。[70]

### 10日
- 李小文，68岁，中国科学院院士、北京师范大学遥感与地理信息系统研究中心主任。[71]
- 法蘭西斯柯·羅西（義大利語：Francesco Rosi），92歲，意大利電影導演。[72]
- 司馬燕，51歲，前香港女演員。死於胃癌。[73][74]
- 沈祖湜，90歲，中華民國駐美代表沈呂巡的父親。[75]
- 凱瑟琳·簡杜·科爾內霍（西班牙語：Catherine Cando Cornejo），19歲，厄瓜多爾女大學生，2014年厄瓜多爾選美皇后冠軍。於整容法人機構進行抽脂手術時死亡。[76]
- 汀文，79歲，前中國最高人民检察院原党组成员、副检察长、检察委员会委员。病逝。[77]

### 9日
- 約瑟夫·奧萊克西（英语：Józef Oleksy），68歲，波蘭政治人物，前總理，死於癌症。[78]
- 庞朴，87歲，中國歷史學家、文化史家、哲學史家，山東大學終身教授。病逝。[79]

### 8日
- 雷學明，85歲，中華民國海軍中將，前立委雷倩之父。[80]。
- 胡立成，75歲，台灣資深配音員，香港演員吳孟達專用台灣配音員。病逝。[81]
- 深流，死亡時年齡不詳，本名刘学深，漫画家，漫画《琉璃夜》的作者。死於糖尿病。（得知去世日期）。[82]

### 7日
- 羅德·泰勒（英語：Rod Taylor），84歲，澳洲男演員。於美國洛杉磯辭世。[83]
- 查理周刊總部槍擊案遇害者，共12人[84]：
  - 斯特凡纳·沙博尼耶（法語：Stéphane Charbonnier），47岁，绰号“沙布”（法語：Charb），《查理周刊》主编。
  - 贝尔纳·马里（英语：Bernard Maris），68岁，杂志社经济专栏作家。
  - 菲利普·奥诺雷（法語：Philippe Honoré），74岁，漫画家。
  - 让·卡比（法語：Jean Cabut），76岁，《查理周刊》首席漫画家。
  - 乔治·沃林斯基（法語：Georges Wolinski），80岁，漫画家，安古兰漫画节终身成就奖得主。
  - 贝尔纳·韦里亚克（英语：Tignous），57岁，绰号“第纽斯”（法語：Tignous），漫画家，“和平漫画家”组织会员。
  - 米歇尔·雷诺（法語：Michel Renaud），69岁，记者，案发时正好上门拜访杂志社。
  - 穆斯塔法·欧拉德（法語：Moustapha Ourrad），死亡時年龄不详，杂志社审稿人。
  - 艾尔莎·卡娅特（英语：Elsa Cayat），54岁，杂志专栏作家与分析家。
  - 弗雷德里克·布瓦索（法語：Frédéric Boisseau），42岁，建筑维修工。
  - 弗兰克·布兰索拉罗（法語：Franck Brinsolaro），49岁，警察，负责杂志主编沙博尼耶的安全保卫。
  - 艾哈迈德·梅哈拜特（法語：Ahmed Merabet），42岁，巴黎11区警局警员。
- 米哈尔·赫恩尼克（荷兰语：Michal Hernik），40岁，波蘭摩托車賽車手，2015年达喀尔汽車拉力赛中身亡。[85]
- 小阿奇·A·摩爾（Arch A. Moore, Jr.），91歲，美國政治人物，前西弗吉尼亚州州长。[86]
- 陳安羽，93岁，浙江省人大常委会原主任。病逝。[87]
- 徐更光，83岁，中国爆炸理论与炸药应用技术专家，中国工程院院士。[88]

### 6日
- 貝絲·梅爾森（Bess Myerson），90歲，1945年美利堅小姐（Miss America）選美冠軍。也是美國歷史上首位猶太裔冠軍。病逝。[89]
- 刘浦江，53岁，北京大学教授，辽金史家。死於淋巴癌。[90]

### 5日
- 屠仲生，65歲，台灣企業人物，遠雄人壽保險董事長。死於癌症。[91]
- 吉行安久利（日語：吉行 あぐり），107歲，日本女性美容師。日本放送協會1997年晨間劇《安久利》（あぐり）女主角的原型。死於肺炎。[92]

### 4日
- 艾德蒙·努克-李平斯基，（波蘭語：Edmund Wnuk-Lipiński）71歲，波蘭社會學家、學者大學校長。[93]。
- 何振梁，85岁，中国奥委会名誉主席，国际奥委会名誉委员。[94]
- 托馬斯·基拔（Thomas Gilbert Sr.），70歲，美國紐約對沖基金Wainscott Capital Partners Fund創辦人，遭兒子小托馬斯·基拔（Thomas Gilbert Jr.）開槍擊斃。[95]
- 常寶霆，86歲，中國相声表演艺术家。於天津病逝。[96]
- 史都華·史考特（Stuart Scott），49歲，美國人，ESPN體育節目主持人。[97]

### 3日
- 米那·萨菲·优素福·卡萨斯贝（阿拉伯語：معاذ صافي يوسف الكساسبة），26岁，约旦空军飞行员，被伊斯兰国俘虏后烧死。 [98]
- 爱德华·布鲁克（Edward Brooke），95歲，美國首位非裔參議員。[99]
- 曾敏之，98歲，香港左派報人兼作家，前《文匯報》副總編，心源性猝死。[100]
- 布賴恩·考德威爾（Bryan Caldwell），54歲，美國美式足球運動員，死於霍奇金淋巴瘤。[101]
- 馬厄·哈斯奧（Maher Hathout），79歲，埃及出生的美國伊斯蘭教領袖，死於癌症。[102]
- 歐嘉·健納斯娃（俄語：Ольга Князева），60歲，俄羅斯擊劍運動員，奧運冠軍。[103]
- 庫爾特·庫查（德語：Kurt Kuch），42歲，奧地利記者，死於肺癌。[104]
- 柏妮絲·馬迪根（Bernice Madigan），115歲，美國超級人瑞，世界第五最長壽的人。[105]
- 丹尼·薩其，51歲，印尼樂評人和電台主持。[106]
- 約科·特爾梅寧（芬蘭語：Jouko Törmänen），60歲，芬蘭跳台滑雪運動員，奧運冠軍。[107]

### 2日
- 林保全，63歲，香港資深男配音員。於家中猝逝。[108]
- 张晓农，50岁，中國政治人物，黑龙江省佳木斯市安全生产监督管理局局长，意外坠楼身亡。[109]
- 哈尔滨市道外区北方南勋大市场仓库大火中殉职消防员[110]：
  - 赵子龙，18岁，哈尔滨市公安消防支队道外区中队武警，警階列兵；
  - 傅仁超，19岁，哈尔滨市公安消防支队开发区中队武警，警階下士；
  - 张晓凯，19岁，哈尔滨市公安消防支队开发区中队武警，警階下士；
  - 侯宝森，20岁，哈尔滨市公安消防支队化工中队武警，警階下士；
  - 杨小伟，22岁，哈尔滨市公安消防支队化工中队武警，警階下士。
- 小吉米·狄更斯（Little Jimmy Dickens），94歲，美國鄉村音樂歌手，死於心跳停止。[111]
- 鮑伯·吉爾摩（Bob Gilmore），53歲，北愛爾蘭音樂家。[112]
- 瓦桑特·哥瓦力克（英语：Vasant Gowarikar），82歲，印度科學家及印度太空研究組織主任，死於登革熱和尿路感染。[113]
- 瓦西里·漢森（Basil Hansen），88歲，澳洲奧運冰球運動員。[114]
- 阿布·阿纳斯·利比（英语：Abu Anas al-Libi）﹐50歲，在美國關押的利比亚籍“基地”组织头目，病死。[115]
- 德里克·明特（Derek Minter），82歲，英國電單車大獎賽和短程公路賽車手。[116]
- 亞瑟·A·紐（Arthur A. Neu），81歲，美國政治人物，前艾奥瓦州副州長（英语：Lieutenant Governor of Iowa）、艾奥瓦州参议院議員。[117]

### 1日
- 马里奥·库默（Mario Cuomo），82歲，美国政治人物，1983-1994年任纽约州州长，死於心脏病。[118]
- 埃里克·坎寧安（Eric Cunningham），65歲，加拿大政治人物。[119]
- 傑夫·戈盧布（Jeff Golub），59歲，美國結他手。[120]
- 奧馬爾·卡拉米﹐80歲，黎巴嫩政治人物，前總理。[121]
- 比爾·基廷（英语：Bill Keating (American football)）（Bill Keating），70歲，美國美式足球運動員（丹佛野马、迈阿密海豚）及律師。[122]
- 熱里·勒利耶（法語：Géry Leuliet），104歲，法國羅馬天主教主教，前天主教亞眠教區主教。[123]
- 鮑里斯·莫魯科夫（俄語：Бори́с Моруков），64歲，俄羅斯醫生和太空人（STS-106）。[124]
- 米魯米尼·德維·普華（英语：Mrunalini Devi Puar），83歲，印度教育家。[125]
- 尼農·塞維利亞（英语：Ninón Sevilla），85歲，古巴出生的墨西哥女演員。[126]
- 威廉·勞埃德·斯坦迪什（英语：William Lloyd Standish），84歲，美國聯邦法官，前美國賓夕法尼亞西區聯邦地區法院法官。[127]
- 米勒·威廉斯（英语：Miller Williams），84歲，美國詩人，死於腦退化症。[128]
- 张慧德，76岁，记者，中国中央电视台意甲直播顾问。[129]
- 烏爾利希·貝克（德語：Ulrich Beck），70歲，德國社會學家。[130]
- 吕雷，68歲，中國著名作家，第十届全国人大代表、中国作家协会主席团委员、广东省作家协会原副主席，病逝。[131]
- 唐娜·道格拉斯（Donna Douglas），82岁，美国演员（曾出演《豪门新人类（英语：The Beverly Hillbillies）》），因胰腺癌去世[132]。